# Lindstrom Peninsula
Lindstrom Peninsula är en halvö i Kanada.   Den ligger i territoriet Nunavut, i den nordöstra delen av landet, 3 500 km norr om huvudstaden Ottawa.
Trakten runt Lindstrom Peninsula består i huvudsak av gräsmarker. Trakten runt Lindstrom Peninsula är nära nog obefolkad, med mindre än två invånare per kvadratkilometer.